# Litología

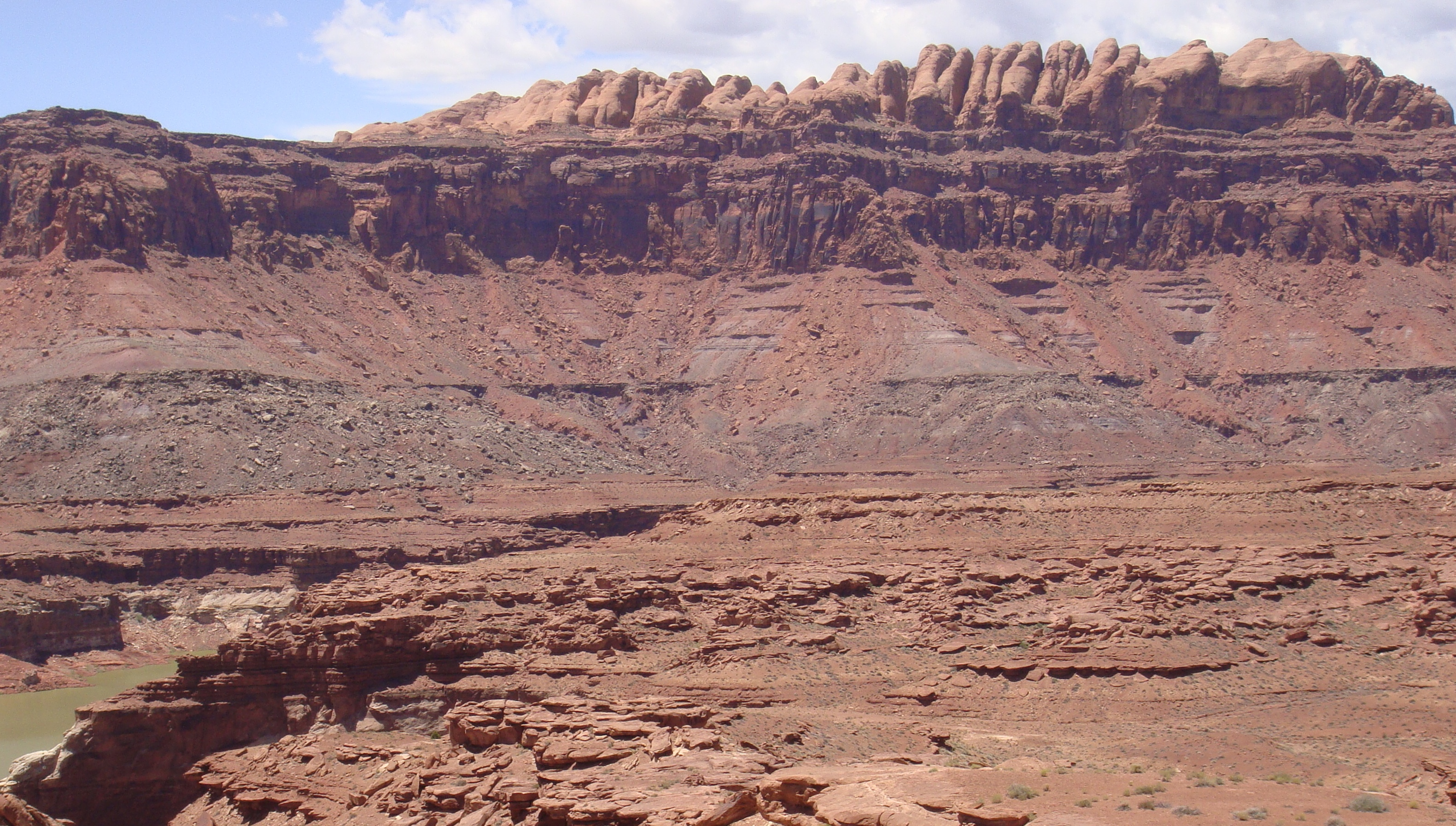
Estratigrafía en el sureste de Utah

La litología (del griego λίθος, litos, piedra; y λόγος, logos, estudio) es la parte de la geología que estudia las características de las rocas que aparecen constituyendo una determinada formación geológica, es decir una unidad litoestratigráfica, en la superficie del territorio, o también la caracterización de las rocas de una muestra concreta. Se distingue de la petrología, que estudia y describe (petrografía) en todos sus aspectos lo que caracteriza a los diversos tipos de rocas que existen, aunque en castellano y en francés litología se usó antiguamente como sinónimo de petrología. Por ejemplo, el estudio de las características de los granitos, o del tipo específico de granitos que se encuentran en cierta región, es hacer petrología; el estudio de las diversas rocas (que pueden incluir granitos) que debe atravesar una carretera en construcción, como parte de un estudio geotécnico, es hacer litología.
Ayuda a comprender el concepto de litología la existencia de mapas específicamente litológicos, que son mapas que representan la distribución de las rocas superficiales, las que afloran (al aire) o están cubiertas solo por regolito, suelo y vegetación, o productos de la actividad humana, como edificios o carreteras.
Cuando un tipo de roca, o la alternancia sistemática de varias, cubren una superficie extensa, la evolución del relieve queda condicionada. La geomorfología litológica es el estudio del relieve desde el punto de vista de la influencia del tipo de roca aflorante. Ejemplos significativos de tipos de relieve por causas litológicas son el relieve kárstico o los badlands; en ambos casos se requieren además condiciones climáticas o estructurales. También son muy característicos los relieves volcánicos, pero en este caso es más por las estructuras, como los conos volcánicos, que se explican por su proceso de formación, que por un comportamiento especial de las rocas volcánicas frente a los factores que modelan el relieve.
Aunque etimológicamente la palabra litología es el nombre de una ciencia, equivalente a la palabra petrología, en su uso moderno es una metonimia, por la que se utiliza para designar lo que la ciencia ha descrito, es decir, las rocas aflorantes de un lugar. Por ejemplo, podemos ver escrito «la litología de la depresión de Vera y de Sorbas oriental…» para describir el tipo de rocas que afloran en el relieve de esa comarca.